# Digimoni
Digimoni je naziv za animiranu seriju koja je nastala u Japanu 1999. godine. Trenutno ima devet sezona.

## Opis
U kanalima svetske mreže, neprimećen od strane mnogobrojnih zauzetih korisnika, nastao je potpuno novi svet. Svet sličan čovekovom, ali njegovi stanovnici nisu ljudi, već sasvim digitalna bića, monstruoznog izgleda, koji sebe nazivaju Digimonima− Digitalnim monstrumima. Među sobom su različiti po oblicima i starosti, a poseduju i neke moći. Kontinenti tog digitalnog sveta ne poklapaju se sa realnim, ali je moguće ući u svet digimona pomoću posebnih aparata. Međutim, ne može svako da prođe u taj svet, već samo odabrani. Postoji sila u digisvetu koja odabira koje će ljude, odnosno decu iz stvarnog sveta prizvati sebi. Sila ima četiri oblika koji se nazivaju „Digimoni suvereni“. Svako dete u tom svetu pronalazi svog partnera digimona. Dete i partner su povezani uz pomoć digispravice i preko nje dete može da inicira preobražaj svog Digimona u napredniji oblik. Stadijumi digimona od jajeta do konacnih oblika su: „Jaje“, „Beba1“, „Beba2“, „Dete“, „Odrasli“, „Unapređeni“, „Usavršeni“, i posebna deca sa posebnim digimonima dobijaju „Armor“ (ovi nazivi se razlikuju u zavisnosti od prevoda). Dva digimona mogu i da se sjedine i takav preobražaj se naziva „DNK preobražaj“. Osmoro dece, glavnih likova (Taiči Jagami, Jamato Išida, Takeru Takaiši, Sora Takenouči, Mimi Tačikava, Koširo Izumi i Džo Kido, a kasnije u drugoj polovini 1.sezone se pojavljuje i Taičijeva sestra Hikari Jagami) dospevaju u Digimon-svet i tamo se uz pomoć svojih prijatelja Digimona bore protiv zlih Digimona. Da bi digimon dostigao neki napredniji nivo, mora da ima i svoj grb koji je jedinstven za svakog od njih. Grbova je mnogo i imaju razna značenja:(Taiči) „Hrabrost“, (Jamato) „Prijateljstvo“, (Koširo) „Znanje“, (Takeru) „Nada“,(Sora) „Ljubav“,(Mimi) „Iskrenost”, (Džo) „Pouzdanost”, (Hikari) „Svetlost” i (Ken) „Dobrota” (Pustolovine sa Digimonima 02). Na Ostrvu Kompjutera za zadatak imaju da unište zlog digimon Devimona, koji svojim crnim točkovima vlada ostalim digimonima na kontinentu, i čini ih agresivnim. Nakon uništenja Devimona, on im saopštava da ima još par kontinenata u digitalnom svetu i da ih očekuju još mnogo zlih digimona koje će teško savladati, i koji imaju za zadatak da unište odabranu decu npr: Etemon, Metal Etemon (sa slugama), Metal Sidramon, Piedmonom, Pinokimon... 
Izabrana deca odlaze na kontinent Sarbu gde se suočavaju sa Etemonom i još mnogo njih.

## Anime televizijske serije
- Pustolovine sa Digimonima
- Digimon Krotitelji
- Digimon Granica
- Digimon Spasitelji
- Digimon Fuzija
- Digimon Univerzum: Appli Monstrumi
- Pustolovine sa Digimonima (2020) (ribut istomene serije iz 1999. godine)
- Digimon Igre Duhova

## Spoljašnje veze
- Digimoni na IMDb (језик: енглески)